# Sweat (Nelly)
Sweat è uno dei due album, con Suit, che il rapper Nelly ha pubblicato nel 2004.

## Il disco
Sembra essere il meno popolare dei due: ha infatti debuttato alla numero 2 della chart Billboard 200, mentre Suit durante la stessa settimana debuttò alla numero 1 della stessa classifica.
I singoli estratti dall album sono "Flap Your Wings", "Na-Nana-Na" e "Tilt Ya Head Back", rispettivamente prodotti dai Neptunes, Jazze Pha e Doe. La versione speciale dell album include la bonus track "Don't Stop Ever Loving Me".

## Tracce
1. Heart Of A Champion (feat. Lincoln University Vocal Ansemble)
2. Na-Nana-Na (feat. Jazze Pha)
3. Flap Your Wings
4. American Dream (feat. St. Lunatics)
5. River Don't Runnn (feat. Murphy Lee & Stephen Marley)
6. Tilt Ya Head Back (feat. Christina Aguilera)
7. Grand Hang Out (feat. Fat Joe, Young Tru & Remy Martin)
8. Getcha Getcha (feat. St. Lunatics)
9. Another One
10. Spida Man
11. Playa (feat. Mobb Deep & Missy Elliott)
12. Down In Da Water (feat. Ali & Gube Thug)
13. Boy (feat. Big Gipp & Lil' Flip)
14. Don't Stop Ever Loving Me (U.K. Bonus Track)